# Cacia nigroabdominalis
Cacia nigroabdominalis là một loài bọ cánh cứng trong họ Cerambycidae.